# Galileu Arruda
Galileu de Arruda dos Santos (Porto Alegre, 21 de março de 1953 — Porto Alegre, 27 de abril de 2012), ou Galileu Arruda, como é conhecido, foi um compositor, cantor, letrista e publicitário brasileiro.

## Trajetória
Iniciou profissionalmente sua carreira musical em 1971, ao conquistar o prêmio de melhor intérprete com a música Ítala, no 1° Musi-Puc, festival que também revelou Fernando Ribeiro, José Fogaça e a dupla Kleiton e Kledir.
Nesta época, suas músicas Sinceramente, Desacordo, Procura, Descontraidamente e Sururu foram gravadas pelo cantor Luiz Eugênio. Cão e Gato e Gosto foram gravadas pela cantora Berê e Destino Vagabundo, por Flora Almeida.

### Anos 70
Os anos 70 marcaram a atuação de Galileu Arruda como premiado produtor de jingles e campanhas para a televisão no Rio Grande do Sul, entre elas as de Nova Tramandaí, Morro dos Conventos, Cidreira e Salinas, Caninha Garoa, Semana de Porto Alegre, Marinha Magazine, Charrua Laranja, Escosteguy, Água Mineral Fonte Ijuí, Guaraná Charrua, Redes Mirandoli, Obino, Ughini, Tumelero e Quero-Quero e Grupo Tevah.

### Anos 80
Em 1980, Galileu passou a morar no Rio de Janeiro e, um ano depois, participou do MPB-Shell da Rede Globo, com a música Magro de Gravata, que deu nome ao seu primeiro disco pela gravadora K-Tell.
Integrou o movimento Música Popular Gaúcha (MPG) juntamente com Berenice Azambuja, Carlinhos Hartlieb, Jerônimo Jardim, Raul Ellwanger, Geraldo Flach, Pery Souza, Nelson Coelho de Castro, Bebeto Alves e Mauro Kwitko, que teve origem em show coletivo no Teatro João Caetano, em 1982, com direção de Albino Pinheiro e produção de Airton dos Anjos.
A excelente resposta de público e crítica gerou novas turnês e o disco Música Popular Gaúcha, pela RBS/ Som Livre (1985) acrescentando ao movimento novos nomes como Susana Mariz, Loma, Niaya, Elaine Geissler, Glória Oliveira, Giba Giba, Nico Nicolaiewsky, Sá Brito, Zé Caradípia, Nando Gross e Gelson Oliveira.
Em 83, Galileu retornou a Porto Alegre para gravar Pulsação, pelo selo Chantecler. Neste disco destacam-se as presenças de Rudy Cesar Germano, diretor musical do show MPG no Teatro João Caetano; de André Gomes, Alexandre Fonseca, Carlos Martau e Renato Alsher, do grupo instrumental pop Cheiro de Vida; do saxofonista, flautista e arranjador Letieres Leite, notável músico baiano que, na época, passeava pela capital gaúcha; do guitarrista André Fonseca e do grupo regional Os Mirins, de Albino Manique, Oscarzinho e Chico.
Dois anos depois, Galileu Arruda lançou o show Todas as Paixões, no Teatro da Reitoria da Universidade Federal do Rio Grande do Sul, com direção de Luiz Eduardo Crescente e produção de Mabel Berasaluce, em homenagem póstuma a Carlinhos Hartlieb e, em 86, produziu o Projeto Integração que, junto com Zé Caradípia e o duo Quintal de Clorofila, levou o músico em turnê pelo nordeste do país.

### Anos 90
Em 1989, Galileu Arruda voltou novamente ao sul e venceu o 7° Musicanto com Cunãtaís, interpretada por Fausto Michelin. Em 91, sua música Mula Capenga foi gravada por Fafá de Belém, no disco Doces Palavras. Esta gravação também faz parte dos discos Acervo Especial (94); Focus (99) e RCA - Cem Anos de Música (2001), pela BMG e Maxximum (2007), pela Sony/BMG.
A produção regional também registra o nome de Galileu em gravações de Paraguaita, por Osvaldir e Carlos Magrão, Daniel Torres, Elton Saldanha e Rui Biriva. Biriva também gravou Cantar, de Galileu e Douglacimar Radaelli, e Meu Doce Mel, dele e Galileu.
Somam-se a essas, gravações de Cuñataís; Sobre a Cidade Baixa, em parceria com Sérgio Silva e terceiro lugar da Ciranda da Canção; No Leito das Ervas, finalista do 15° Musicanto e Meu Pai, finalista do oitavo Festival de Música de Porto Alegre.

## Anos 2000
Em 2009, Galileu Arruda lançou o álbum O Dia da Virada, editado pela Lunetta Cultural, disponível para download gratuito em seu site oficial e, em 2010, divulgou o álbum Fechadão feito um lobo olhando para a lua, também editado pela Lunetta.